# Campeonato Paraense de Futebol de 1925
O Campeonato Paraense de Futebol de 1925 foi a 15.ª edição da principal divisão do futebol do Pará. Organizada pela Liga Paraense de Esportes Terrestres, a competição contou com a participação de sete clubes, todos sediados na capital Belém. O Remo sagrou-se campeão, conquistando seu 9º título estadual, enquanto o Paysandu ficou com o vice-campeonato.

## Participantes
| Equipe         | Cidade | Títulos (mais recente) | Part. |
| -------------- | ------ | ---------------------- | ----- |
| Brazil Sport   | Belém  | 0 (não possui)         | 12    |
| Guarany        | Belém  | 0 (não possui)         | 10    |
| Independência  | Belém  | 0 (não possui)         | 1ª    |
| Maguary        | Belém  | 0 (não possui)         | 1ª    |
| Paysandu       | Belém  | 4 (1923)               | 11    |
| Remo           | Belém  | 8 (1924)               | 13    |
| União Sportiva | Belém  | 2 (1910)               | 15    |

## Premiação
| Campeonato Paraense de 1925 |
| Belém                       |
| --------------------------- |
| Remo Bicampeão (9º título)  |